# Vivo
維沃移動通信有限公司，通稱vivo，是一家總部位於中國廣東省東莞市的科技公司，主要從事智能手機、無線耳機、智能手錶及平板電腦等消費電子產品的研發、生產與銷售。公司成立於2009年，前身為步步高電子旗下的通訊業務部門，現為全球主要智能手機製造商之一，產品銷往全球60多個國家和地區，截至2022年全球用戶超過4億。
vivo以音樂手機起家，2012年推出的vivo X1成為全球首款整合Hi-Fi級專業芯片的智能手機。隨後，公司逐步拓展至影像技術領域，2020年與德國光學公司蔡司達成全球戰略合作，共同研發手機影像系統。2021年，vivo推出首款自研影像芯片V1，標誌其進入硬件級算法時代。
在市場策略上，vivo注重線下渠道佈局，並通過贊助FIFA世界盃、印度板球超級聯賽（IPL）等國際賽事提升品牌影響力。2021年，vivo以23.8%的市場份額成為中國智能手機出貨量第一的品牌。此外，公司亦積極投入5G、人工智能等前沿技術研發，並在全球設立多個研發中心。

## 歷史

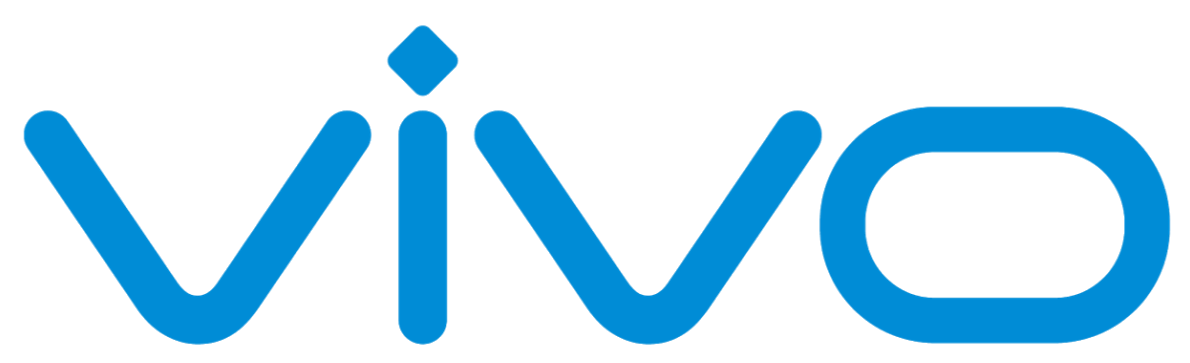
舊標誌（2009年至2019年）

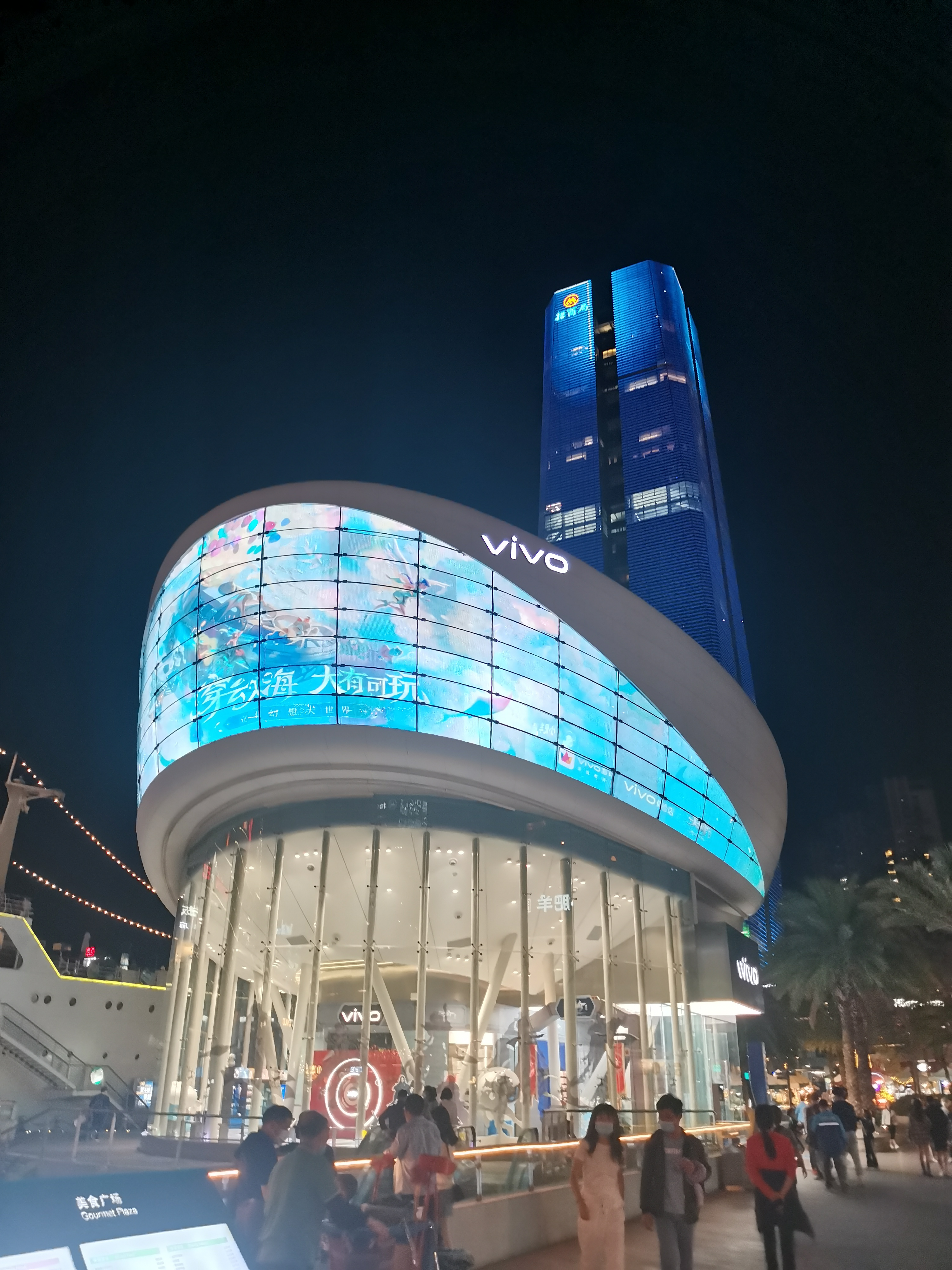
vivo於深圳海上世界的旗舰店

公司曾用名包括步步高通信设备有限公司、步步高通信科技有限公司，其前身是1995年10月建立的步步高电话机厂，曾是步步高电子旗下品牌（前身为步步高音乐手机）。
- 2009年，vivo於全球註冊。[來源請求]
- 2011年，vivo進軍智能手機領域。[來源請求]
- 2012年11月 ，vivo發布智能手機vivo X1。[3]
- 2013年5月，vivo發布智能手機vivo Xplay。[4]
- 2013年4月，vivo推出基於Android深度定制的系統Funtouch OS。[5]
- 2013年12月，vivo發布智能手機vivo Xplay3S，并宣布将于次年进入东南亚市场（印度、印度尼西亚、泰国和马来西亚）[6]。
- 2014年5月，vivo發布智能手機vivo Xshot。[來源請求]
- 2014年12月，vivo發布智能手機vivo X5Max。[來源請求]
- 2015年11月，vivo發布智能手機vivo X6。[來源請求]
- 2016年3月1日，vivo发布智能手机vivo Xplay5，为首款采用曲面屏的中国国产手机。[7][需要更多来源]
- 2016年7月，vivo發布智能手機vivo X7，同時成為2016-2017賽季NBA中國官方合作夥伴[8]。
- 2016年10月，vivo在北京成立了5G研发中心。[9]2017年开始在全球布局影像研发中心[10]。
- 2016年11月15日，vivo发布智能手機V5（面向海外市场），翌日發布智能手機X9。[來源請求]
- 2016年12月，vivo發布智能手機X9 Plus。[來源請求]
- 2017年1月，vivo正式宣布在全球布局研发中心，在5G、人工智能、拍照、互联网等领域加大研发投入。[11]

- 2017年5月，vivo宣布与国际足球联合会（FIFA）达成为期6年的FIFA世界杯全球赞助合作。

- 2017年6月，vivo发布智能手机X9s/X9s Plus。[來源請求]vivo隐形指纹技术、vivo DSP拍照技术、vivo手机Hi-Fi新技术，出現於MWC2017上海。[13]
- 2017年9月，vivo在印度发布智能手机V7/V7+，同月21日在中国发布智能手机X20。[來源請求]
- 2017年9月，vivo在印度发布智能手机V7/V7+，且進軍台灣。[來源請求]
- 2018年1月，vivo在美国CES消費電子展上展出了与Synaptics合作的全球第一款“屏幕下指纹识别”手机vivo X20 Plus[14]。
- 2018年2月6日，vivo发布APEX全面屏概念机，包含半屏指纹解锁、升降式摄像头和全屏幕发声技术。 [15]
- 2018年3月19日，vivo在中国发布智能手机X21。[來源請求]
- 2018年6月12日，vivo在中国发布智能手机vivo NEX。

- 2018年6月28日，vivo参加MWC2018上海，展示ToF在手机端的具体应用。

- 2018年7月26日，vivo成立AI全球研究院。[17]
- 2018年9月，vivo完成5G智能手机商用测试。[18]
- 2018年9月6日，vivo在中国发布智能手机X23。[來源請求]
- 2018年12月11日，vivo在中国发布智能手机NEX 双屏版。[來源請求]
- 2019年1月24日，vivo发布APEX2019概念机。[19]
- 2019年3月1日，vivo旗下子品牌iQOO发布智能手机vivo iQOO。同年也发布了iQOO Pro,iQOO PRO 5G,iQOO Neo以及iQOO Neo 855。[來源請求]
- 2019年5月15日，2019年vivo开发者大会在北京召开，vivo發佈“智慧服务生态战略”。[20]
- 2019年6月，vivo首届创新日召开。[21]

- 2019年6月26日，vivo在2019MWC上海展出iQOO 5G版手机，vivo AR眼镜、120W充电等。

- 2019年7月12日，vivo从原乌沙路步步高大道283号的vivo工业园搬迁至位于滨海湾新区靖海东路168号（即现在的维沃路1号）的vivo全球总部，原vivo步步高大道的总部继续使用。[來源請求]
- 2019年8月22日，vivo在北京发布旗下首款商用5G手机，iQOO Pro 5G。[23]
- 2019年11月7日，vivo与三星展示了Exynos 980。[24]
- 2019年11月28日，vivo携手国家無線電监测中心监测中心成立“5G联合实验室”。[25]
- 2020年2月25日，vivo发布旗下子公司新品，iQOO 3 5G。[來源請求]
- 2020年6月1日，vivo發佈三臺X50系列新品，分別是vivo X50、vivo X50 Pro與vivo X50 Pro+。[26]

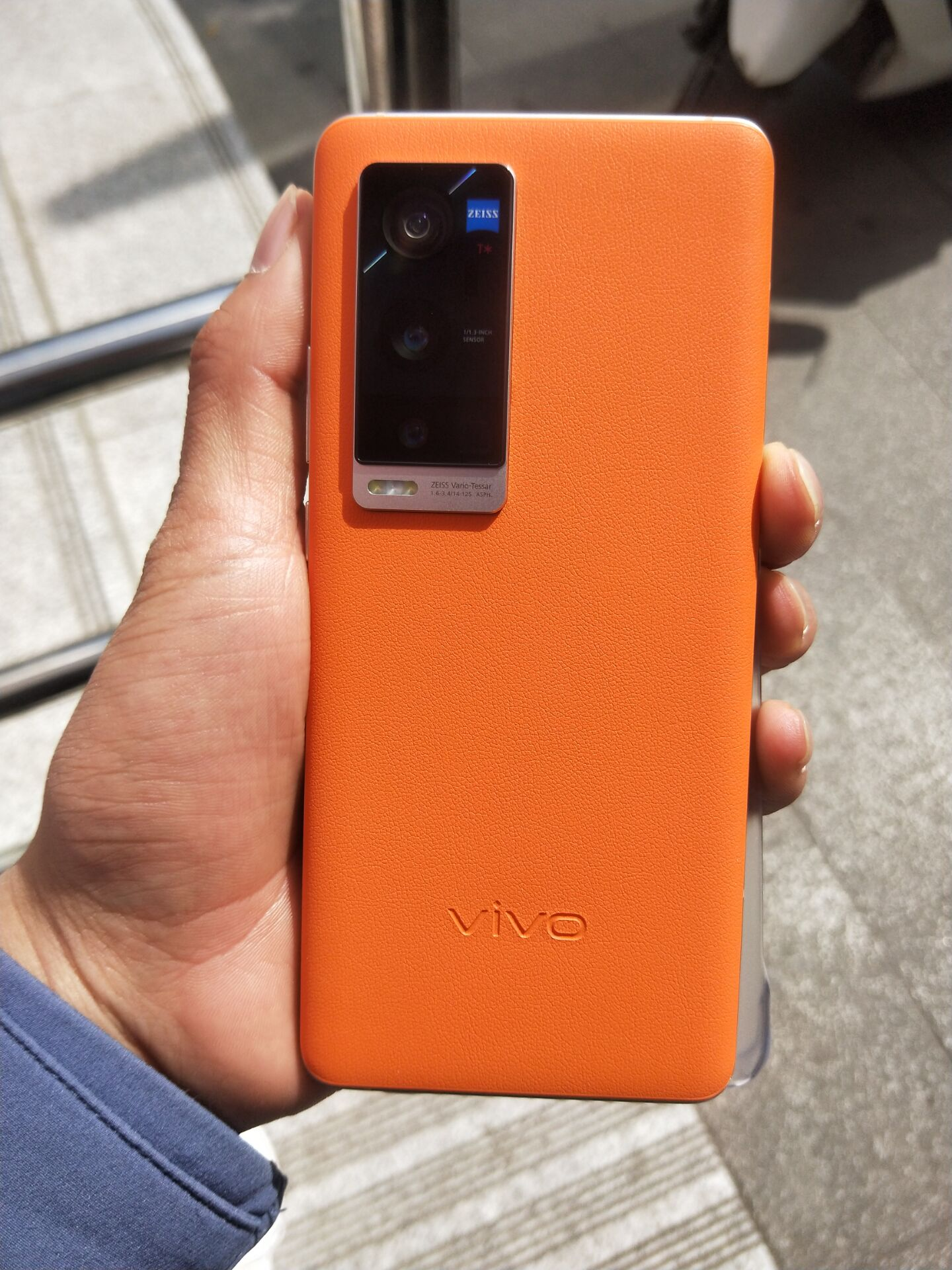
Vivo X60 Pro+搭載與蔡司聯合研發的影像系統

- 2020年12月，vivo與蔡司公司雙方達成全球戰略合作夥伴關係，共同成立vivo ZEISS Imaging Lab聯合影像實驗室，目的打造vivo 旗艦手機的創新成像技術；後續也將舉辦 vivo ZEISS Master Photography 攝影活動，推廣雙方共同設計的成像系統。首部旗艦手機vivo X60系列搭载与蔡司公司联合研发的影像系统[27]。
- 2021年8月，vivo首款自研影像ISP已經啟動大規模量產，9月將在旗艦新機「X70」系列首發搭載，該晶片內部以「悅影」的代號籌備兩年[28][29]。
- 2021年12月9日，vivo推出OriginOS Ocean。[30]
- 2022年2月，vivo高端子品牌NEX事业部被撤销，团队并入X系列。[來源請求]
- 2022年4月21日，宣佈繼續推出自研芯片V1+，与联发科合作，vivo新機「X80」系列將搭載該晶片[31]。

## 代言人
- Xplay5、X7系列：宋仲基[8]
- X9s系列：倪妮
- X9、X9s、X20系列：彭于晏
- X20系列：周冬雨
- X20、X23系列：鹿晗
- X20、X21、X27、X50系列、S12系列：王嘉爾
- X23、S1、S5、S7、S9、S10系列：蔡徐坤
- X23、X27、X30、X50系列：劉雯
- S6、S7系列：劉昊然
- S7、S9、S10系列、S12系列：Lisa（BLACKPINK）
- X50、X60系列：張鈞甯（台灣）
- X70系列：宥勝（台灣）
- X6系列：崔始源
- V40系列：告五人（台灣）
- V50系列：告五人（台灣）

## 全球市场
2014年，vivo开始全面进军海外市场。
2014年1月17日，vivo国际官方网站正式上线。
2018年與國際足球協會簽約，成為2018年、2022年FIFA世界盃官方指定智能手機。

### 泰国
2014年8月，vivo在泰国曼谷塔拉世贸中心大酒店举行vivo的首场国际发布会，此举意味着vivo正式进军泰国。2015年7月，vivo在泰国举行了第二次新品发布会。截止2015年7月，vivo在泰国已经拥有2000多家合作客户和1000多名销售人员，并在泰国全境建设了20多家专卖店，构成了可以为全泰国范围内的客户提供销售服务的网络，同时还建设了15个售后服务中心。
在与泰国用户的沟通中，vivo在泰国电视台、音乐电台、MajorCineplex院线、大型高档商场、线下音乐会、高校校园等地大规模投放广告，其中，泰国主流社交平台Line的粉丝已超过1000多万。

### 缅甸
2015年3月，vivo在缅甸发布vivo X5Max，正式进入缅甸市场。vivo X5Max机身厚度为4.75mm，为当时世界上最薄的智能手机。

### 印度尼西亚
2015年6月，vivo正式进军印尼市场，在雅加达举办了手机vivo X5Pro手机发布会。在发布会上，vivo副总裁冯磊表示最早在2017年前，将在印尼投资建设vivo自己的本土化工厂。

### 印度
2014年12月，vivo通过X5Max发布正式进入印度市场。
2016年，vivo与印度板球协会BCCI共同宣布，vivo将总冠名印度板球超级联赛（IPL）2016年和2017年两个赛季，加强vivo与印度消费者的沟通。
2022年7月，印度涉嫌避税为由突袭了vivo的办公室。消息指vivo将其近一半的营业额汇出印度，有洗钱嫌疑。印度执法局封锁了vivo的银行账号。同時vivo价值46.5亿卢比的印度资产被印度當局凍結。

### 马来西亚
2015年6月，vivo携X5Pro召开在马来西亚的首场发布会，正式进入马来西亚市场。
截止至2023年8月份，vivo已经在马来西亚建成高达2800家销售点，售后服务中心也达12家，员工超过千人，覆盖马来西亚全境。
截止至2024年5月份，目前在马来西亚手机市场占有率排名第三。

### 越南
2015年底，vivo继续拓展东南亚市场，继续进入越南市场。

### 菲律宾
2015年底，vivo继续拓展东南亚市场，陆续进入了菲律宾市场。

### 香港
2018年，vivo进入香港市场，于各大电器店发售。

### 中东地区
2019年，vivo继续扩展至中东地区市场，陆续覆盖了绝大多数中东国家。

### 欧洲地区
2020年10月20日，vivo正式宣布进入波兰、德国、法国、西班牙、意大利和英国六个欧洲国家, 并与欧足联合作，成为欧洲杯全球官方合作伙伴。此外，vivo也向欧洲消费者发布了包含X51 5G在内的一系列智能手机和两款无线耳机产品。

## 產品列表
- Y系列
  - vivo Y11
  - vivo Y12
  - vivo Y13
  - vivo Y13L
  - vivo Y15
  - vivo Y17
  - vivo Y18L
  - vivo Y19t
  - vivo Y20
  - vivo Y622
  - vivo Y22
  - vivo Y22L
  - vivo Y22iL
  - vivo Y623
  - vivo Y923
  - vivo Y23L
  - vivo Y927
  - vivo Y627
  - vivo Y27
  - vivo Y28L
  - vivo Y29L
  - vivo Y30
  - vivo Y31
  - vivo Y33
  - vivo Y35A
  - vivo Y937
  - vivo Y37
  - vivo Y51A
  - vivo Y51
  - vivo Y53
  - vivo Y55
  - vivo Y67
  - vivo Y66
  - vivo Y66i
  - vivo Y71
  - vivo Y79
  - vivo Y75
  - vivo Y75s
  - vivo Y81s
  - vivo Y83
  - vivo Y85
  - vivo Y91
  - vivo Y93
  - vivo Y93Pro
  - vivo Y95
  - vivo Y97
  - vivo Y3
  - vivo Y7
  - vivo Y90
- V系列
  - vivo V7
  - vivo V7 Plus
  - vivo V9
  - vivo V9 Pro
  - vivo V11
  - vivo V11i
  - vivo V11 Pro
  - vivo V15
  - vivo V15 Pro
  - vivo V17
  - vivo V17 Pro
  - vivo V19
  - vivo V20
  - vivo V20Pro
  - vivo V20Se
  - vivo V21
  - vivo V23
  - vivo V23e
  - vivo V23 Pro
  - vivo V25
  - vivo V25 Pro
  - vivo V27
  - vivo V27 Pro
  - vivo V29
  - vivo V29e
  - vivo V29 Pro
  - vivo V30
  - vivo V30 Pro
- X系列
  - vivo X1
  - vivo X1S
  - vivo X3
  - vivo X3L
  - vivo X3V
  - vivo X3S
  - vivo X5
  - vivo X5 Max
  - vivo X5 Pro
  - vivo X6
  - vivo X6 Plus
  - vivo X6S Plus
  - vivo X7
  - vivo X7 Plus
  - vivo X9
  - vivo X9L
  - vivo X9i
  - vivo X9s
  - vivo X9s Plus
  - vivo X20
  - vivo X20 Plus
  - vivo X20 Plus UD
  - vivo X21
  - vivo X21 Plus
  - vivo X21 Plus UD
  - vivo X21i
  - vivo X21s
  - vivo X23
  - vivo X27
  - vivo X27 pro
  - vivo X30
  - vivo X30 Pro
  - vivo X50系列：X50e
  - vivo X60系列：X60
  - vivo X70系列：X70、X70 Pro及X70 Pro+
  - vivo X80系列：X80、X80 Pro
  - vivo X90系列：X90、X90 Pro及X90 Pro+
  - vivo X100系列：X100、X100 Pro
  - vivo X Note
  - vivo X Fold
- Z系列
  - vivo Z1
  - vivo Z1青春版
  - vivo Z1i
  - vivo Z3
  - vivo Z3X
  - vivo Z3i
  - vivo Z3i标準版
  - vivo Z5X（中國以外的地方稱為Z1 Pro）
  - vivo Z5（中國以外的地方稱為Z1x）
  - vivo Z6
- U系列
  - vivo U1
  - vivo U3
  - vivo U3x
  - vivo U10
- S系列
  - vivo S1（中國以外的地方版本原型為Y7s/V17 Neo）
  - vivo S1 pro（中國以外的地方稱為V15 Pro）
  - vivo S5
  - vivo S6 5G [41]
  - vivo S10[42]及S10 Pro[43]
  - vivo S12/S12 Pro[44]
  - vivo S15e[45]
  - vivo S15[46]
  - vivo S15 Pro[47]
  - vivo S16|S16/S16 Pro[48]
- T系列
  - T1
  - T1x
- NEX系列
  - vivo NEX
  - vivo NEX 雙屏版（英语：vivo NEX Dual Display）
  - vivo NEX 3/NEX 3 5G
  - vivo NEX 3S
- 折疊手機系列
- vivo X Fold
- iQOO
  - iQOO Neo
  - iQOO Neo 855版
  - IQOO Pro|IQOO Pro/Pro 5G
  - iQOO 3
  - iQOO 7
  - iQOO 8/iQOO 8 Pro

## 争议

### 遭印度相关部门调查
2022年7月，印度税务情报局以涉嫌洗钱为由，突击搜查了vivo及相关企业在印度的办公地点，并冻结了119个账户的近4亿元资金。随后印度德里高等法院作出解冻vivo银行账户的决定。但在解冻决定出台一个月后，2022年8月，印度税务情报局再次指控vivo涉嫌偷逃税款约20亿元。
2023年10月，印度执法局逮捕了四名行业高管，其中包括一名中国公民，他们在一起涉嫌洗黑钱的案件中为vivo印度分公司工作，该公司否认了指控。2023年12月23日，印度打击金融犯罪机构逮捕了两名vivo印度分公司工作的高级雇员。两名高管被带到德里法院，随后被送往印度执法局关押。vivo公司发言人表示，对印度当局的逮捕行动“深感震惊”。25日，中国外交部发言人毛宁表示，中国将为前述两名被逮捕的员工提供领事保护和协助。26日，3名高阶主管在新德里地区法院出庭受审，印度当局指控vivo员工涉嫌参与洗钱。30日，德里当地法院批准3名vivo印度公司高管获得保释。

## 外部連結
- vivo Global （页面存档备份，存于）（英文）
- vivo中國 （页面存档备份，存于）（简体中文）